# Рисс, Курт
Курт Рисс (нем. Curt Riess, при рождении Курт Мартин Штайнам; 21 июня 1902, Вюрцбург, Германия — 16 мая 1990, Шойрен, Маур, кантон Цюрих, Швейцария) — писатель, военный корреспондент, журналист. Писал на английском и немецком языках, в том числе под псевдонимами Peter Brandes, C. R. Martin и Martin Amstein.

## Биография
Курт Рисс родился в баварском городе Вюрцбурге в еврейской семье. После смерти отца, галантерейщика Бернарда Штайнама, в 1912 году его мать Женни Штраус вторично вышла замуж за Карла Рисса, который усыновил ребёнка. Учился в Берлине, Мюнхене, Гейдельберге, Цюрихе и Париже, в том числе в одном классе с поэтом Фридрихом Гундольфом. Получил степень доктора философии.
Работал спортивным журналистом в ряде берлинских изданий, заведовал отделом фельетонов в «12 Uhr Blatts», занимался театральной и кинокритикой. С приходом к власти нацистской партии в 1933 году перебрался в Париж, где стал корреспондентом «Paris Soir», направившей его в 1934 году в Соединённые Штаты. Двумя годами позже к нему присоединились его жена Ильзе Познанская и сын Михаэль (впоследствии отец нобелевского лауреата Адама Рисса).
Работал главным образом в Нью-Йорке, а также в Голливуде, Лондоне и Париже. Его очерки и корреспонденции публиковались в 25 европейских газетах на различных языках, а также в американских изданиях (The Saturday Evening Post, Collier’s Weekly и других).
В годы Второй мировой войны работ военным корреспондентом ряда американских и британских газет. Окончание военных действий застало его в Берхтесгадене. В послевоенные годы работал в Нью-Йорке, затем вернулся в Германию и в 1952 году поселился в Швейцарии, где третьим браком женился на австрийской киноактрисе Хайдемари Хатайер.
Как литератор приобрёл широкую известность в 1941 году с публикацией книги «Total Espionage» (русское издание «Тотальный шпионаж», 1945). В следующем году вышла его книга «Underground Europe» (Подпольная Европа), в 1944 году — «The Nazis Go Underground» (Нацисты уходят в подполье). Опубликовал также серию жизнеописаний, в том числе Йозефа Геббельса (1948, русский перевод — «Адвокат Дьявола: Геббельс» и «Кровавый романтик нацизма. Доктор Геббельс. 1939—1945», 2000 и 2006), Жаклин Кеннеди, Вильгельма Фуртвенглера, Густафа Грюндгенса, Рольфа Либермана, Чарли Чаплина, Роми Шнайдер, Готлиба Дутвайлера.
В 1952 году вышла его книга «The Berlin Story» (Берлинская история) о жизни в разделённом городе. Опубликовал несколько пьес и книг мемуарного характера. Написал сценарии к художественным и документальным фильмам Roman eines Frauenarztes (ФРГ, 1954), Hanussen (ФРГ, 1955), Escale à Orly (Франция—ФРГ, 1955), Der Czardas-König («Король чардаша», ФРГ, 1958) о Имре Кальмане.

## Сочинения
- Gottfried Leske, I Was a Nazi Flier. Редакция Курта Рисса. The Dial Press: Нью-Йорк, 1941.
- Total espionage. Putnam: Нью-Йорк, 1941 (русский перевод — «Тотальный шпионаж», Москва: Воениздат НКО СССР, 1945)
- The Self-Betrayed, Glory and Doom of the German Generals. G. P. Putnam’s Sons: Нью-Йорк, 1942
- Underground Europe. The Dial Press: Нью-Йорк, 1942
- The invasion of Germany. Putnam: Нью-Йорк, 1943
- The Nazis go underground. Doubleday, Doran & Co., Garden City, 1944
- They Were There. The Story of World War II and How it Came About: by America’s foremost correspondents. Под редакцией Курта Рисса. Putnam: Нью-Йорк, 1944
- Joseph Goebbels. A biography. Ballantine Books: Нью-Йорк, 1948 (русские издания — «Адвокат Дьявола: Геббельс» и «Кровавый романтик нацизма. Доктор Геббельс. 1939—1945», Москва: Центрполиграф, 2000 и 2006)
- Stalin starb um vier Uhr morgens. Uelzen, 1950
- The Berlin Story. Dial Press: Нью-Йорк, 1952
- Berlin Berlin 1945—1953 (1953). Переиздание — Bostelmann & Siebenhaar: Берлин 2002
- Der 17. Juni. Берлин, 1954
- Das gab’s nur einmal. Das Buch der schönsten Filme unseres Lebens Sternbücher. Гамбург, 1956
- Bestseller — Bücher, die Millionen lesen. Christian Wegner: Гамбург, 1960
- Sein oder Nichtsein. Roman eines Theaters (Über das Zürcher Schauspielhaus) Fachschriften. Цюрих, 1963
- Gustaf Gründgens. Eine Biographie: Unter Verwendung bisher unveröffentl. Dokumente aus dem Nachlass. Гамбург, 1965
- Knaurs Weltgeschichte der Schallplatte Droemer. Knaur: Мюнхен, 1966
- Erotica! Erotica! Das Buch der verbotenen Bücher. Hoffmann und Campe Verlag: Гамбург, 1967
- Einsam vor Millionen Augen — Große Sportler und ihre Schicksale. Bertelsmann Verlag: Güterloh, 1970
- Café Odeon: Unsere Zeit, ihre Hauptakteure und Betrachter. Europa Verlag: Цюрих, 1973 (переиздание — 2011)
- Meine berühmten Freunde — Erinnerungen. Herder Verlag GmbH: Freiburg im Breisgau, 1987
- Das Schauspielhaus Zürich, 1988
- Das war ein Leben!: Erinnerungen. Франкфурт, 1990
- Die Frau mit den hundert Gesichtern. Requiem für Heidemarie Hatheyer. Droste: Дюссельдорф, 1991
- Prozesse, die unsere Welt bewegten. Droste: Дюссельдорф, 1992